# Caroline Vander Stichele
Caroline Vander Stichele (* 1959) ist eine römisch-katholische Theologin.

## Leben
Stichele studierte in Belgien römisch-katholische Theologie. Ihre Dissertation schrieb sie über das Thema Authenticity and Integrity of 1 Cor 11:2-16. A Contribution to the Discussion on Paul's View on Women. Von 1988 bis 1991 war Stichele als Lecturer an der Universität Utrecht in den Niederlanden tätig.
Stichele war 1993–2018 Hochschullehrerin für Katholische Theologie an der Universität von Amsterdam. Seit 2018 arbeitet sie als Professorin für „Impact of the Bible in Contemporary Culture“ (Einfluss der Bibel auf die Gegenwartskultur) an der Universität Tilburg, wo sie ein Projekt zum „Impact of the Bible in Western Culture Yoga Studies“ durchführt.

## Buchveröffentlichungen
- mit Todd Penner: Contextualizing Gender in early christian discourse, Amsterdam
- mit Todd Penner: Mapping Gender in ancient religious discourses, Amsterdam